# 鍵屋辻站
鍵屋辻站（日语：／ Kagiyatsuji eki */?）是位於三重縣上野市小田町，近畿日本鐵道（近鐵）伊賀線的鐵路車站（廢站）。此站位於舊上野市中心。

## 概要
車站在第二次世界大戰中的1945年（昭和20年）暫停營業，後來沒有再開，於24年後的1969年（昭和44年）被廢除。車站遺址是在新居7號平交道附近。

## 歷史
- 1916年（大正5年）8月8日：伊賀軌道上野站聯絡所（現時：伊賀上野站）至上野町站（現時：上野市站）之間開通，此站啟用。
- 1917年（大正6年）12月20日：公司改名為伊賀鐵道（第一代）。
- 1926年（大正15年）12月19日：公司改名為伊賀電氣鐵道。
- 1929年（昭和4年）
  - 3月31日：大阪電氣軌道與伊賀電氣鐵道合併，成為大阪電氣軌道伊賀線車站[1]。
  - 4月1日：伊賀線設施租給參宮急行電鐵，使此站由參宮急行電鐵營運[1]。
- 1931年（昭和6年）9月30日：路線轉讓，成為參宮急行電鐵車站[2]。
- 1941年（昭和16年）3月15日：參宮急行電鐵與大阪電氣軌道合併，成為關西急行鐵道車站[2]。
- 1944年（昭和19年）6月1日：經過公司合併，成為近畿日本鐵道的車站[2]。
- 1945年（昭和20年）6月1日：此站、廣小路站、四十九站、市部站和上林站一同廢除，以及伊賀神戶站至西名張站之間也暫停營業。
- 1969年（昭和44年）5月15日：此站廢除。

## 車站周邊
車站遺址是一塊空地，中間用木柵隔開。車站遺址前方的道路比較狹窄並設有分岔口。向東邊走可前往寺院和國道422號。向西邊走可前往製絲工場和物流業營業所。向北邊走可到達小田町市區。車站附近設有一些路邊商店和滯洪池。另外，站名是取自車站南邊一段距離的鍵屋辻。
- 舊小田小學本館 - 三重縣的有形文化財[3]。
- 法運寺
- 開化寺[4]
- 小田拱橋 - 國家登錄有形文化財[5]。
- 小田第二暗渠 - 國家登錄有形文化財[6]。
- 鍵屋辻（日语：鍵屋辻）
- 國道163號
- 國道422號（日语：国道422号）
- 竹之道[7]
- 小田滯洪池 - 上野滯洪池（日语：上野遊水地）之一[8]。
- 木津川（日语：木津川 (京都府)）

## 相鄰車站
近畿日本鐵道
■伊賀線 
新居－鍵屋辻－西大手

## 注腳

## 相關項目
- 日本鐵路車站列表 Ka